# カルコノイド

カルコノイドの骨格であるカルコン

カルコノイド (Chalconoid) は、カルコンに関連する天然のフェノールである。多様な生体化合物の骨格を形成し、抗細菌性、抗菌性、抗炎症性を持つ。またいくつかのカルコノイドは、電位差依存のカリウムチャネルを阻害する能力を持つことが示されている。また天然のアロマターゼ阻害剤でもある。
カルコノイドは、2つのフェニル環を持つ芳香族ケトンで、多くの生体化合物の合成の中間体となる。カルコンの閉じた構造は、フラボノイド構造の合成を引き起こす。フラボノイドは、様々な生理活性を持つ植物の二次代謝物である。
カルコノイドは、フラボノイドのアウヴェルス合成の中間体でもある。

## 化学的性質
カルコノイドは、280nmと340nmに2つの極大吸収がある。

## 生合成と代謝
カルコンシンターゼは、植物におけるカルコノイドの合成を担う酵素である。
カルコンイソメラーゼは、フラバノンやその他のフラボノイドへの変換を触媒する酵素である。
ナリンゲニン-カルコンシンターゼは、マロニルCoAと4-クマロイルCoAを用いて、補酵素A、ナリンゲニンカルコン、二酸化炭素を生成する酵素である。
オーロンは、六員環ではなく五員環を持つカルコノイド様構造である。